# Sternberg
Sternberg (pronunciación en alemán: /ˈʃtɛʁnˌbɛʁk/ⓘ) es un municipio situado en el distrito de Ludwigslust-Parchim, en el estado federado de Mecklemburgo-Pomerania Occidental (Alemania), a una altitud de 40 metros. Su población a finales de 2016 era de 4252 habs. y su densidad poblacional, 63 hab/km².

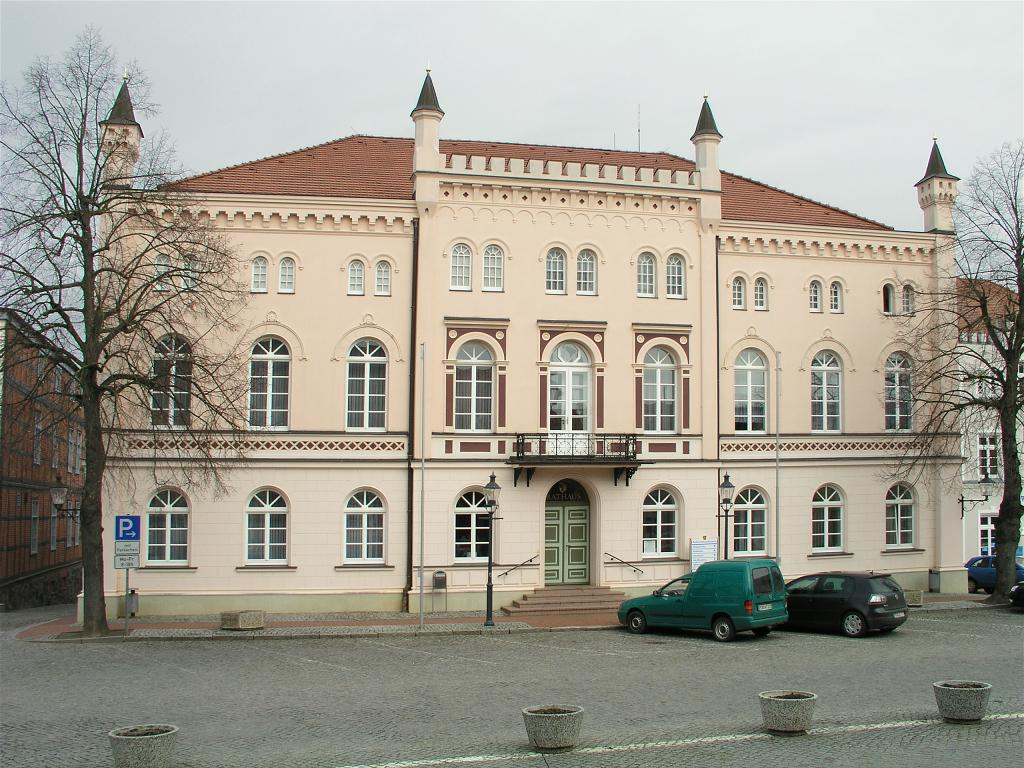
Ayuntamiento de Sternberg